# Ahanacht I.
Ahanacht I. war Gaufürst im 15. Oberägyptischen Gau unter Mentuhotep II. (um 2000 v. Chr.). Er ist von seinem stark verwüsteten Grab in Dair al-Berscha, seinen Särgen und von Steinbruchinschriften in Hatnub bekannt. Danach trug er die Standardtitulatur eines Fürsten in diesem Gau und war Bürgermeister (Ḥ3tj-  = Hati-a), Leiter der beiden Throne (Ḫrp-nsty = Cherep-nesty), Vorsteher der Priester und Oberhaupt des Hasengaues. In seinem Grab wird er auch einmal als Wesir bezeichnet. Seine Datierung unter Mentuhotep II. beruht auf der stilistischen Einordnung der Reliefs seines Grabes. In Hatnub ist eine nach seinen Regierungsjahren datierte Inschrift belegt, die mindestens 30 Regierungsjahre bezeugt. Seine Wesirstitel werden in der Forschung kontrovers diskutiert. James P. Allen sieht in ihm einen am Hof amtierenden Wesir, während Harco Willems in ihm einen nur lokal agierenden Wesir sieht. Andere vermuten, dass es sich bei dem Wesirstitel um einen Ehrentitel handelt.